# FY-Solstice
Pour les articles homonymes, voir Solstice (homonymie).
FY-Solstice, anciennement Solstice, est un label discographique français de musique classique, basé à Sigean, dans l'Aude.

## Histoire
Créée en 1973 à Sigean et éditée à l’origine sous licence RCA Records, le label qui deviendra plus tard Solstice se fait d'abord connaître sous le nom FY (initiales des prénoms de leurs fondateurs, François et Yvette Carbou). Son premier disque s'intitule Grandes heures liturgiques à Notre-Dame de Paris. L’organiste Pierre Cochereau compte, avec la pianiste Yvonne Lefébure et le haute-contre Henri Ledroit, parmi les artistes-fondateurs de ce qui n'était encore qu’une modeste entreprise artisanale — au sein de laquelle devaient bientôt venir œuvrer entre autres les pianistes Thérèse Dussaut, Dominique Merlet, Alain Raës et Setrak ; les clavecinistes Huguette Grémy-Chauliac et Noëlle Spieth ; les organistes George C. Baker, François-Henri Houbart, Philippe Lefebvre et Pierre Pincemaille.
Le label Solstice quant à lui n'apparait qu'en 1980 lorsque RCA Records devient BMG Entertainment — ce qui met fin à la licence originelle, et permet à la nouvelle société de voler de ses propres ailes. Assurant dans un premier temps sa propre distribution, elle en confie ensuite le soin à Media-7 puis à Wotre-Music avant de recouvrer son autonomie dans ce domaine en 1998. 
Le label est anciennement basé à 147 rue de Bercy, 75012 Paris, avant d'être relocalisé à Domaine de Sainte Croix, BP 26, 11130, Sigean,.
Vers les années 2010, le label se rebaptise FY-Solstice. Il fête ses 40 ans en 2013 organisant un concert au théâtre de l'Athénée Louis-Jouvet de Paris. En 2023, le label fête son cinquième anniversaire.